# Lincoln Aviator
La Lincoln Aviator è una SUV mid-size di lusso a cinque porte prodotto dalla Lincoln dal 2002 al 2005 e nuovamente dal 2019.

## Storia
Il modello è stato esclusivamente prodotto a Hazelwood, nel Missouri. Le concorrenti dirette della Aviator sono state la Lexus GX e la Cadillac SRX. La Aviator era disponibile sia in versione a trazione posteriore che in versione a trazione integrale. Il modello era molto simile al SUV full-size Lincoln Navigator. Inoltre, la Aviator era somigliante anche alla Ford Explorer, con cui condivideva il pianale, ovvero la piattaforma U1 della Ford. Oltre a questo, la Aviator e la Explorer avevano in comune anche la fascia del prezzo, nonostante il modello Lincoln fosse commercializzato per la classe medio alta ed il SUV Ford per la classe media.
L'unico motore disponibile fu un V8 bialbero da 4,6 litri di cilindrata che derivava da un analogo propulsore montato sulla Ford Mustang. La versione montata sulla Aviator produceva 302 CV di potenza. Il motore era installato anteriormente. La Aviator era dotata di una cambio automatico a cinque rapporti modello 5R55E.
La Aviator però vendette poco e quindi fu tolta di produzione nel 2005. Inizialmente era prevista la reintroduzione sui mercati nel 2007, questa volta basata sul pianale CD3 della Ford. La Lincoln, alla fine, decise di sostituire la Aviator con un nuovo modello, la MKX. Quest'ultima venne presentata nel 2006 al salone dell'automobile di Detroit. Entrò in produzione nell'anno citato per il model year 2007.  La MKX, a differenza della Aviator, era dotata di un motore V6. Un'altra differenza tra i due modelli era il numero massimo di passeggeri trasportabili, che sulla Aviator era superiore. Inoltre, quest'ultima poteva rimorchiare un peso maggiore.
La Aviator è stata venduta insieme alla seconda serie della Mercury Mountaineer, cioè con un altro clone della Ford Explorer. Quando la Aviator uscì di produzione, la Ford offrì sulla terza generazione della Mountaineer un allestimento opzionale lussuoso, così da fornire alla clientela la scelta tra la più capiente Mercury e la più lussuosa Lincoln MKX.
L'ultima Lincoln Aviator è uscita dalle linee di montaggio il 19 agosto 2005.

## Le vendite
| Anno | Vendite negli Stati Uniti |
| ---- | ------------------------- |
| 2002 | 1.856                     |
| 2003 | 29.517                    |
| 2004 | 23.644                    |
| 2005 | 15.873                    |
| 2006 | 1.711                     |